# Decreti Hohenlohe
I decreti Hohenlohe furono una serie di provvedimenti «contro le ingerenze straniere», emanati tra il 16 e il 22 agosto 1913 dal principe Konrad Hohenlohe (da cui il nome ai decreti), i. r. luogotenente (Landesstatthalter) del Litorale con sede a Trieste, allora parte dell'Impero austro-ungarico, riguardante l'espulsione di regnicoli (detti Reichsitaliener ovvero dei cittadini del Regno d'Italia allogeni) dall'amministrazione comunale e dalle aziende municipalizzate.
Il Consiglio comunale di Trieste impugnò e fece ricorso contro i decreti del luogotenente Hohenlohe.
Il 25 novembre 1913 il ministero dell'Interno asburgico respinse il ricorso contro i decreti luogotenenziali.
Tra le personalità colpite da questi provvedimenti ci fu Nazario Sauro, all'epoca comandante del piroscafo San Giusto della Società Cittadina di Navigazione a Vapore Capodistriana (compagnia che garantiva il collegamento con Trieste), costretto a licenziarsi e a trasferirsi con la famiglia da esuli a Venezia nella seconda metà del 1914.

### In lingua italiana
- Mario Alberti, L'irredentismo senza romanticismi, Como, Cavalleri, 1936.
- Luigi Albertini, Venti anni di vita politica (cinque volumi), Bologna, Zanichelli, 1950-1953.
- Angelo Ara, Ricerche sugli Austro-Italiani e l'ultima Austria, Elia, 1974.
- Angelo Ara, Fra Austria e Italia. Dalle Cinque giornate alla questione alto-atesina, Udine, Del Bianco, 1987.
- Angelo Ara, Eberhard Kolb, Regioni di frontiera nell'epoca dei nazionalismi, Bologna, Il Mulino, 2008, ISBN 978-88-1505-046-5.
- Angelo Ara, Claudio Magris, Trieste. Un'identità di frontiera, Torino, Einaudi, 2014, ISBN 978-88-5841-719-5.
- Lorenzo Bertucelli, Mila Orlić, Una storia balcanica: fascismo, comunismo e nazionalismo nella Jugoslavia del Novecento, Verona, Ombre corte, 2008, ISBN 978-88-9536-613-5.
- Licio Bossi, Severino Baf, Trieste 1900-1999: cent'anni di storia, vol. I, Trieste, Publisport, 1997.
- Mario Dassovich, I molti problemi dell'Italia al confine orientale, vol. I, Udine, Del Bianco, 1990.
- Ruggero Fauro, Scritti politici (1911-1915), Trieste, Tip. del Lloyd triestino, 1929.
- Luciana Frassati, Un uomo, un giornale. Alfredo Frassati (1868-1961), vol. I, Roma, Edizioni di Storia e Letteratura, 1978, ISBN 978-88-8498-752-5.
- Giovanni Giolitti, Dalle carte di Giovanni Giolitti. Dai prodromi della grande guerra al fascismo, 1910-1928, Milano, Feltrinelli, 1962.
- Luciano Monzali, Italiani di Dalmazia dal Risorgimento alla Grande Guerra, Firenze, Le lettere, 2004, ISBN 978-88-7166-828-4.
- Alan Sked, Grandezza e caduta dell'impero asburgico (1815-1918), Bari, Laterza, 1992, ISBN 978-88-4203-927-3.
- Sidney Sonnino, Carteggio 1891-1913, Bari, Laterza, 1981.
- Attilio Tamaro, Storia di Trieste, vol. II, Roma, Stock, 1924.

### In lingua tedesca
- Rupert Pichler, Die Italiener in Österreich, Österreicher in Italien. Einführung in Gesellschaft, Wirtschaft und Verfassung 1800-1914, Eichbauer, Vienna, 2000, ISBN 9783901699214.
- Frank Wiggermann, K.u.K. Kriegsmarine und Politik: ein Beitrag zur Geschichte der italienischen Nationalbewegung in Istrien, Vienna, ÖAW, 2004, ISBN 9783700132097